# Manga (náutica)
En náutica, la manga es la mayor anchura de un buque. Esta dimensión se mide en la cuaderna maestra a la altura de la línea del fuerte. También se dice de la de un dique y de cualquiera de las divisiones de a bordo, como de la cámara, del sollado, etc.

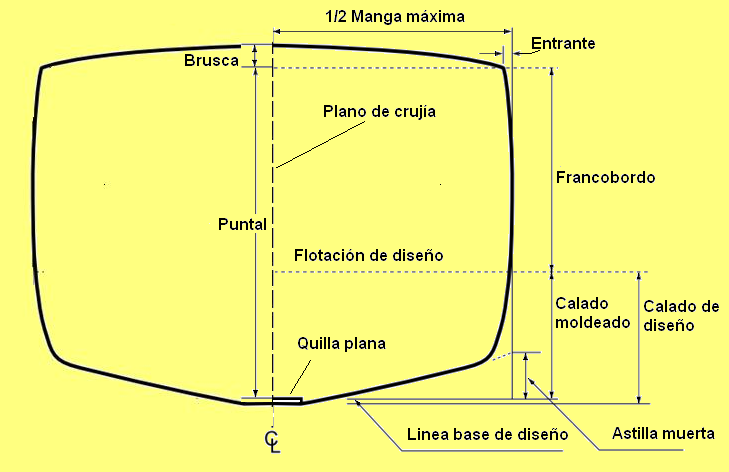
Dimensiones transversales del buque.

## Descripción
La manga interviene directamente en la estabilidad y en la resistencia al avance, puesto que en un barco más ancho el brazo adrizante será mayor, pero también aumentará la resistencia al avance.

## Tipos
Al igual que en la eslora, pueden existir variaciones de esta dimensión dependiendo de las formas del barco y donde sea medida, teniendo:
- Manga máxima: es la máxima medida que tiene la embarcación en el sentido transversal de la flotación.
- Manga en flotación: es aquella que es medida en la línea de flotación del navío.